# Franciscus Lieftinck
Franciscus Lieftinck (Odoorn, 8 juni 1835 - Haarlem, 7 juli 1917) was een Nederlands predikant en politicus voor de Liberale Unie.

## Levensloop
Franciscus Lieftinck werd geboren als zoon van de Nederlandse predikant Jan Wolter Lieftinck en Hemmina Uilkens. Hij studeerde van 18 juni 1853 tot 1860 theologie aan de Rijksuniversiteit Groningen. Na zijn afstuderen werd hij achtereenvolgens predikant in de Friese plaatsen Boijl en Kimswerd. Politiek behoorde hij tot de liberalen. In 1879 werd hij gekozen tot lid van de Tweede Kamer der Staten-Generaal.

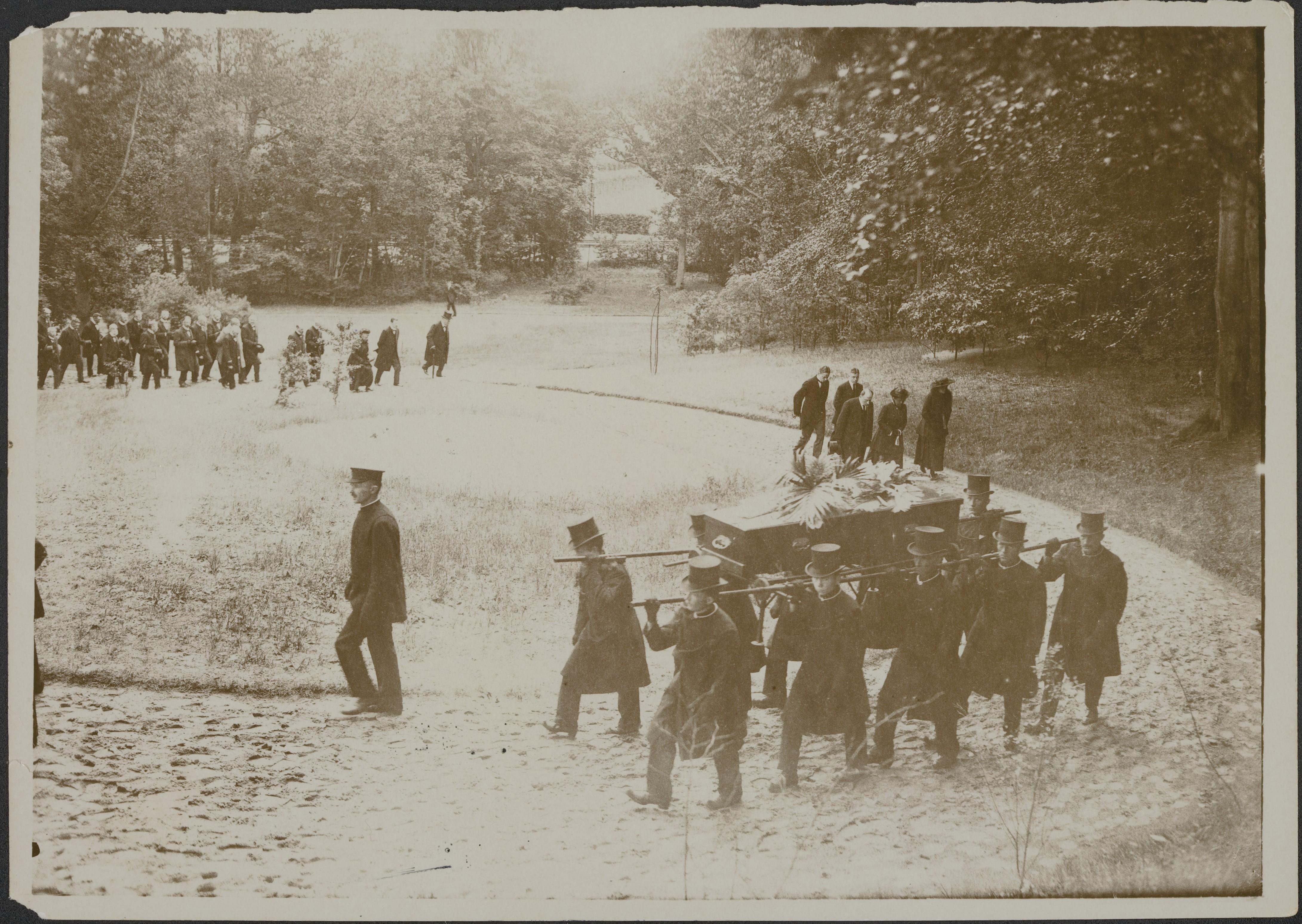
Begrafenis van Franciscus Lieftinck, 1917

Hij was ruim 38 jaar Kamerlid tot het jaar van zijn overlijden 1917. Hij vertegenwoordigde tot 1905 diverse Friese kiesdistricten; vanaf 1905 was hij vertegenwoordiger van het district Zutphen. Als Kamerlid was hij gespecialiseerd op de terreinen van onderwijs en visserij. Lieftinck was een antimilitarist.

## Persoonlijk
Franciscus Lieftinck was driemaal getrouwd, met Sijtske Zijlstra, Cornelia Nicolaine Johanna Smits van der Goes en Hermine Marie Elisabeth Holtzman; hij hertrouwde tweemaal als weduwnaar. Hij overleed in juli 1917 op 82-jarige leeftijd te Haarlem. Lieftinck is verwant aan de Nederlandse politicus Pieter Lieftinck en Franciscus is tevens de schoonzoon van de liberale Tweede Kamerlid Petrus Hendrik Holtzman. Ook is Lieftinck de grootvader aan moederskant van de Nederlandse oecumenicus en eerste secretaris-generaal van de Wereldraad van Kerken Willem Adolph Visser 't Hooft.

## Nevenfuncties
- Voorzitter van de Landbouwvereniging in Friesland
- Voorzitter van de Hollandsche Maatschappij van Landbouw, afdeling Haarlem en omstreken
- Lid van het hoofdbestuur van de Algemeene Nederlandsche Bond "Vrede door Recht",
- President-commissaris van de Maatschappij "Van Nassau-La Lecq"

## Ridderorden
- Ridder in de Orde van de Nederlandse Leeuw, 31 augustus 1898
- Commandeur in de Orde van Oranje-Nassau, 31 augustus 1909